# ليليان بيتنكور
ليليان بيتنكور (بالفرنسية: Liliane Bettencourt)‏‏ (21 أكتوبر 1922 - 21 سبتمبر 2017) هي سيدة أعمال فرنسية، اسمها من ضمن قائمة أغنى أغنياء العالم حيث بلغت ثرواتها 30 مليار دولار في عام 2013.

## وصلات خارجية
- ليليان بيتنكور على موقع الموسوعة البريطانية (الإنجليزية)
- ليليان بيتنكور على موقع مونزينجر (الألمانية)
- ليليان بيتنكور على موقع إن إن دي بي (الإنجليزية)
- Official website of L'Oréal
- Official website of the Bettencourt Schueller Foundation
- Forbes article on L'Oréal
- Forbes article on Liliane Bettencourt
- The Bettencourt scandal and the Sarkozy government Radio France Internationale in English